# Blackbirds of 1928
Blackbirds of 1928 fue un musical de Broadway (Nueva York) de 1928, con música de Jimmy McHugh y letras de Dorothy Fields —este fue primer musical donde trabajaron conjuntamente— y protagonizado por Adelaide Hall, Bill Robinson, Tim Moore y Aida Ward. Contiene las famosas canciones  "Diga Diga Do", "I Can't Give You Anything But Love", "Bandanna Babies" y "I Must Have That Man", todas cantadas por Adelaide Hall.

## Historia
Blackbirds of 1928 fue idea del empresario Lew Leslie, que planeó producir o desarrollar un show alrededor de la estrella Florence Mills, bailarina que había tenido un gran éxito en Londres. Pero Mills murió de apendicitis en 1927, por lo que fue reemplazada por Adelaide Hall.
El ensayo general tuvo lugar en Atlantic City (Nueva Jersey) y su estreno, el 4 de enero de 1928, en el teatro Les Ambassadeurs Nightclub de Nueva York. En mayo fue transferido al teatro Liberty de Broadway, donde se llevarían a cabo 518 representaciones, lo que lo situaba como el show de afroamericanos más duradero de Broadway. En junio del año siguiente, se llevó al teatro Moulin Rouge de París donde permanecería durante tres meses. 